# 桑枣镇
桑枣镇，是中华人民共和国四川省绵阳市安州区下辖的一个乡镇级行政单位。2019年12月，撤销晓坝镇，将其所属行政区域划归桑枣镇管辖，桑枣镇人民政府驻温泉路中段26号。

## 行政区划
桑枣镇下辖以下地区：
枣园社区、红牌村、立志村、云丰村、飞龙村、浴溪村、石佛村、干柏村、跳石村、海水村、花庙村、高峰村、松林村、香溪村、上清村、骑牛村、大竹村、柳坝村、三清村和铜钱村。